# Bildung

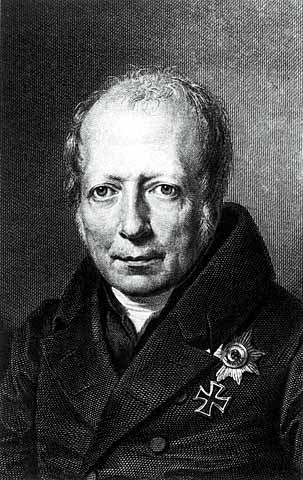
Wilhelm von Humboldt (1767–1835)

Bildung is de vorming tot zelfstandige, vrije en goede persoonlijkheden met gevoel voor geschiedenis en cultuur. Voor het begrip, dat in deze betekenis wordt toegeschreven aan de Duitse geleerde en diplomaat Wilhelm von Humboldt (1767-1835), bestaat geen goede Nederlandse vertaling en het wordt daarom vaak onvertaald gelaten in de literatuur. Bildung staat als algemene vorming tegenover Ausbildung of beroepsvorming. Algemene vorming is voor de elite en beroepsvorming voor het gepeupel. In het standenonderwijs van de negentiende eeuw betekende dit dat het gymnasium bedoeld was voor de elite, de hbs voor de middenstand en ambachtsschool voor de werkende klasse. 
Bildung representeert zowel een humanistisch als een politiek ideaal. De Bildung waarnaar von Humboldt streeft is een algemene ontplooiing van alle menselijke kwaliteiten. Dus niet alleen de verwerving van algemene kennis, maar ook het ontwikkelen van vermogens tot moreel oordelen en kritisch denken. Bildung kan bereikt worden door langdurige en intensieve studie. De studie moet zo algemeen mogelijk zijn. Dit in scherpe tegenstelling tot de latere specialisatie in de wetenschap. De nadruk ligt op de kennis van klassieke teksten, maar ook wiskunde en de nationale geschiedenis waren van groot belang om een gebildete Duitser te worden. Om dit ideaal te bereiken achtte von Humboldt het noodzakelijk de Duitse universiteiten te hervormen. Deze moesten voortaan onafhankelijk van de overheid zijn en vrij zijn in de keuze van het aangeboden onderwijs.
Het bildungsideaal is vooral verbonden met de conservatieve richting in de Duitse politiek van de 19e eeuw. Het richt zich voornamelijk op kennis in dienst van de natie. De overtuiging van 'kennis is macht' was sterk in opkomst in 19e eeuw. Met name Friedrich Nietzsche zou het bildungsideaal geradicaliseerd hebben. De ultieme vorm van zelfontplooiing en bildung is terug te vinden in Nietzsches concept van de Übermensch.